# Patricia Kraus
Patricia Kraus, född 4 januari 1964 i Milano, är en spansk sångerska.
Patricia Kraus är dotter till den spanske tenoren Alfredo Kraus och påbörjade musikalisk skolning från att hon var nio år gammal.
1987 valdes hon internt av TVE att representera Spanien i Eurovision Song Contest. Hon framförde bidraget No estás solo, som hon skrivit själv tillsammans med Rafael Martínez och Rafael Trabucchelli, och kom på 19:e plats med 10 poäng. Kort efter sitt framträdande släppte hon sitt självbetitlade debutalbum. Hon har även släppt två album tillsammans med trumslagaren Daniel Assante samt två album ihop med Waxbeat.

## Diskografi
- Patricia Kraus (1987)
- De animales y selva (1989)
- El eco de tu voz (1991)
- Bateria y Voz en dos Movimientos (1996) – med Daniel Assante
- Atlanterra (1998) – med Daniel Assante
- I Amm (1998)
- Lava's Lamp (2000) – med Waxbeat
- Go Outside and Play (2003) – med Waxbeat
- Alma (2007)
- Vintage fun club (2009)
- Retrocollection (2011)
- Divazz (2013)